# Georg Haan
Georg Haan, död 1628, var en tysk kansler som avrättades för häxeri. Han var ett av de mer kända offren för häxprocessen i Bamberg. Han är känd för sitt motstånd mot häxförföljelserna. 
Georg Haan tillhörde stadens råd i Bamberg. Han var känd som en motståndare till häxprocesser. Han tillhörde dem som år 1622 hade stoppat de tidigare häxförföljelserna i Bamberg; då med hänvisning till att stadens pengar bättre behövdes till försvaret under trettioåriga kriget. Hans motstånd mot häxprocesser gjorde att han hamnade i en misstänkt position när den berömda häxförföljelserna bröt ut på nytt 1626. Han ifrågasatte rättssäkerheten i häxförföljelserna, och accepterade 1627 petitioner från anhöriga till personer som avrättats för häxeri om att bli deras försvarare. När han kort därpå lämnade staden för en resa, greps hans hustru Katharina och dotter Maria Ursula i hans frånvaro. När han återkom till staden, greps även han själv och hans son. De tvingades ange ett flertal medbrottslingar: det var de som angav Johannes Junius.